# Wolfgang Larrazábal
Wolfgang Larrazábal Ugueto (* 5. März 1911 in Carúpano; † 27. Februar 2003) war ein Offizier und 1958 Präsident von Venezuela. Nach dem Sturz von Marcos Pérez Jiménez am 23. Januar 1958 wurde er als Übergangspräsident bis zu den Wahlen am 14. November eingesetzt.

## Leben

### Anfangsjahre und Karriere
Seine Eltern waren Fabio Larrazábal und Jerónima Ugueto. Nach seiner Schulausbildung ging er von 1928 bis 1932 in die Marineschule. Von 1942 bis 1945 kommandierte er einige Kriegsschiffe und wurde danach Kommandant der Marinebasis in Puerto Cabello. Im Juli 1947 wurde er zum Kommandanten der Streitkräfte befördert und 1949 als Marineattaché in die Botschaft in Washington geschickt.

### Präsidentschaft
Als Marcos Pérez Jiménez am 23. Januar 1958 gestürzt wurde, war Wolfgang Larrazábal gerade drei Wochen zuvor zum Kommandanten der Marine ernannt worden. Dennoch wurde er im herrschenden Machtvakuum zum Übergangspräsidenten ernannt.
Trotz seiner kurzen Amtszeit gab es einige Putschversuche gegen ihn, der blutigste davon vom ehemaligen Minister Castro León am 23. und 24. Juli 1958. Am 14. November übergab er sein Amt an Edgar Sanabria, um bei den am 7. Dezember stattfindenden Wahlen (in denen er Zweiter hinter Rómulo Betancourt wurde) zu kandidieren.

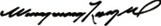
Wolfgang Larrazábals Signatur

### Letzte Jahre
Nach seinem Abschied aus dem Militär wurde er Botschafter in Chile und kandidierte nochmals vergebens in den Präsidentschaftswahlen von 1963. Danach wurde er noch mehrmals in das Parlament gewählt.